# Августалы
Августа́лы (лат. Sodales Augustales — «аристократическое братство августалов» и Magistri Larum Augustii, или севира́т, — провинциальные корпорации почитателей императора) — две связанные коллегии жрецов в древнем Риме периода принципата, отправлявшие культ императора и его рода. Влиятельные и массовые при Юлиях-Клавдиях и Флавиях, эти коллегии фактически прекратили существование в эпоху переворотов конца II века.

## Братство августалов
Возникло в 14 году н. э., после смерти и апофеоза Октавиана Августа, чтобы юридически закрепить культ Августа, фактически сложившийся при его жизни, и распространить народное почитание на всю фамилию Юлиев-Клавдиев. Первая коллегия из 25 членов включала в себя четырёх членов семьи — императора Тиберия, Клавдия, Друза Младшего, Германика: «21 аристократ самой, что ни на есть, голубой крови и белой кости, с четырьмя принцами во главе, обслуживают династическую идею вверху общества». Впоследствии, состав был расширен до 28 членов, включая четверых из императорского рода.
Орден был приравнен к четырём высшим жреческим коллегиям Рима (понтифики, авгуры, квиндецемвиры, трапезники). Тацит отмечает, что ритуал августалов при Вителлии копировал не только прижизненный культ Юлия и Августа, но и ритуалы времён легендарного Ромула. Фактически, со смертью Августа публичное братство (sodales) сменило закрытый культ рода (gens); при этом вошедшие в него «независимые» августалы оказывались связанными с династией не только политическими, но и сакральными обязательствами.

## Провинциальные корпорации
Одновременно с аристократическим культом в Риме, в римских провинциях возникли местные корпорации почитателей императорского дома. В провинциальных городах были учреждены коллегии из шести членов (seviri, севиры — отсюда — севират), отправлявших за свой счёт культ императора. За денежный взнос плебеи-севиры покупали себе не только местные почести, ставившие их наравне с муниципальным чиновничеством, но и реальные сословные преимущества. Особо заслуженные плебеи имели право на вхождение в коллегию без денежного взноса, на правах городского старейшины. Свободнорожденные севиры (ремесленники, врачи, адвокаты и т. п.), отслужившие своё в коллегии (sevirales), получали право занять очередь на чиновнические места в исполнительной власти (декурии). Таким образом, севиры становились третьим сословием провинций — выше массы плебса, но ниже чиновников-декурионов.
Особенно стремились попасть в коллегию вольноотпущенники, и для них были организованы очереди на замещение вакансий — так возник второй уровень провинциальных коллегий — кандидаты в севиры, собственно Augustales, Flaviales и др. Севират вольноотпущенников описан в «Сатириконе» Петрония; в своей надгробной надписи тщеславный герой хочет написать: «Здесь покоится Гай Помпей Тримальхион Меценатиан. Ему заочно был присужден почётный севират. Он мог бы украсить собой любую декурию Рима, но не пожелал».
По мнению Теодора Моммзена, провинциальные августалы были жреческими коллегиями только формально; их настоящая роль в римском обществе — быть заменителем общественной деятельности для верноподданных провинциалов, которым была закрыта дверь к реальному карьерному росту, своего рода политическая партия для бесправных.